# Condado de Scott (Iowa)
El condado de Scott es un condado estadounidense, situado en el estado de Iowa. Según el censo de los Estados Unidos del 2000, la población es de 162 621 habitantes. La cabecera del condado es Davenport.

## Geografía
Según la Oficina del Censo de los Estados Unidos, el condado tiene un área total de 1605 km² ( 468 millas²). De éstas 1570 km² (458 mi²) son de tierra y 27 km² (10 mi²) son de agua. 

### Colindancias
- Condado de Whiteside (Illinois) - este
- Condado de Rock Island (Illinois) - sur
- Condado de Muscatine - oeste
- Condado de Cedar - oeste
- Condado de Clinton - norte

## Historia
El Condado de Scott se formó en 1837, su nombre es en honor de Winfield Scott, general del ejército de los Estados Unidos, diplomático, y candidato a presidente de su país.

## Demografía

Pirámide de edades del condado según el censo de 2000.

Según el censo del año 2000, hay 158 668 personas, 62 334 cabezas de familia, y 41 888 familias que residen en el condado. La densidad de población es de (134/km²). hab/km² 346 hab/mi²). La composición racial tiene:
- 88.54% Blancos (No hispanos)
- 4.06% Hispanos (Todos los tipos)
- 6.11% Negros o Negros Americanos (No hispanos)
- 1.64% Otras razas (No hispanos)
- 1.58% Asiáticos (No hispanos)
- 1.80% Mestizos (No hispanos)
- 0.32% Nativos Americanos (No hispanos)
- 0.02% Isleños (No hispanos)

Hay 62 334 cabezas de familia, de los cuales el 33% tienen menores de 18 años viviendo con ellos, el 52.30% son parejas casadas viviendo juntas, el 11.40% son mujeres que forman una familia monoparental (sin cónyuge), y 32.80% no son familias. El tamaño promedio de una familia es de 2.49 miembros.
En el condado el 27% de la población tiene menos de 18 años, el 9.30% tiene de 18 a 24 años, el 29.40% tiene de 25 a 44, el 23.00% de 45 a 64, y el 11.80% son mayores de 65 años. La edad media es de 35 años. Por cada 100 mujeres hay 95.8 hombres. Por cada 100 mujeres mayores de 18 años hay 92.5 hombres.
Tabla de la evolución demográfica:
|       | 1910   | 1920   | 1930   | 1940   | 1950    | 1960    | 1970    | 1980    | 1990    | 2000    | 2010    |
| ----- | ------ | ------ | ------ | ------ | ------- | ------- | ------- | ------- | ------- | ------- | ------- |
| TOTAL | 60 000 | 73 952 | 77 332 | 84 748 | 100 698 | 119 067 | 142 687 | 160 022 | 150 979 | 158 668 | 165 224 |

## Economía
Los ingresos medios de un cabeza de familia el condado es de $42 701, y el ingreso medio familiar es $52 045.00 Los hombres tienen unos ingresos medios de $38 985 frente a $25 456 de las mujeres. El ingreso per cápita del condado es de $21 310.00 El 10.50% de la población y el 7.70% de las familias están debajo de la línea de pobreza. Del total de gente en esta situación, 13.70% tienen menos de 18 y el 5.80% tienen 65 años o más.

## Ciudades y pueblos
| - Bettendorf - Blue Grass - Buffalo - Davenport - Dixon | - Donahue - Durant - Eldridge - Le Claire - Long Grove | - Maysville - McCausland - New Liberty - Panorama Park | - Park View - Princeton - Riverdale - Walcott |